# Ctenorhachis
Ctenorhachis — вимерлий рід родини Sphenacodontidae. Ctenorhachis був споріднений Dimetrodon, але не належав до тієї ж підродини, що Dimetrodon і Sphenacodon, являючись більш базальним членом Sphenacodontidae. Ктенорхачі жили в епоху ранньо-пермського періоду. Відомо два екземпляри, які були знайдені на відслоненнях групи Вічіта в округах Бейлор і Арчер, північно-центральний Техас. Відомі лише хребці й таз. Зчленовані хребці голотипного зразка мають лопаті, схожі на нервові шипи, які значно збільшені, хоча й не настільки, як це можна побачити у більш похідних сфенакодонтидів, таких як Dimetrodon і Secodontosaurus, у яких вони утворюють велике вітрило. Таз майже ідентичний диметродону.